# 謝凝高
謝凝高，（1934年12月18日—2022年10月3日），浙江溫嶺人，中国共产党党员、著名地理学家、北京大学城市与环境学院教授。

## 简介
1960年於北京大學地理系畢業，1964年研究生畢業後留校任教，現任北京大學世界遺產研究中心主任，致力於遺產的保護及傳播工作，著作有《中國名山大川》、《燕園景觀》等。